# Unidas Pinto
Unidas Pinto (UP) es una confluencia política de España adscrita a la circunscripción electoral de la Pinto. En su nacimiento, Unidas Pinto se presentó como Ganemos Pinto (GP), una confluencia que aunaba los partidos de MIA Pinto, Podemos, Equo y Socialmente Activas; un plataforma de izquierdas para gobernar Pinto ante las elecciones municipales de 2015, consiguiendo la alcaldía al conseguir 7 concejales y los apoyos del grupo socialista municipal; en las Elecciones municipales de 2019, (en las cuáles se presentó bajo el nombre de Unidas (Ganemos) Pinto, tras la presentación en el municipio del partido fantasma Ganemos, la confluencia cambió su nombre a Unidas Pinto (UP) y rompió su acuerdo con Podemos quien se presentó solo.

## Historia
Ganemos Pinto, comenzó su andadura con la fusión de los partidos políticos Equo, miembros del círculo local de Podemos a título personal, Socialmente activas y MIA Pinto, único partido político de la confluencia con representación en el consistorio. La confluencia, tras realizar unas primarias, eligió a Rafael Sánchez Romero, dirigente de MIA Pinto como cabeza de lista para la candidatura y por lo tanto como el candidato a la alcaldía del municipio. En las elecciones municipales de 2015, la confluencia irrumpió con 7 concejales en el consistorio, al igual que el Partido Popular, pero con una alianza con el PSOE le arrebató la alcaldía a la anterior alcaldesa Miriam Rabaneda.
En las Elecciones municipales de 2019, el partido tuvo que cambiar su nombre a Unidas Pinto debido a la aparición de una candidatura fantasma con el nombre Ganemos; a su vez, el círculo local de  Podemosdecisión no continuar en la confluencia por desacuerdos en la forma de representación en las futuras elecciones del año 2019. Tras una legislatura accidentada, marcada por los problemas con la empresa que gestiona la limpieza del municipio, las quejas vecinales por la suciedad y enfrentamientos con determinados colectivos, como el taurino, Unidas Pinto perdió tres de sus siete escaños en las Elecciones municipales de 2019 , pasando a cuatro escaños; los cuales votaron afirmativamente en el proceso de investidura del cabeza del grupo socialista municipal Juan Diego Ortiz González, a pesar de que este no necesitaba dichos votos para ser proclamado alcalde de Pinto. Según declaró Rafael Sánchez Romero, esta acción solo representaba un gesto simbólico de agradecimiento por el voto recibido en la investidura de 2015.
En las elecciones municipales de 2023, Unidas Pinto comenzó a reunirse con las formaciones locales de Podemos y Más Madrid para formar una alianza de izquierdas que permitiera a ese espectro político seguir gobernando en Pinto. Las reuniones finalmente conformaron la alianza Unidas Pinto - Podemos, debido a la negación de Más Madrid. El día de los comicios, la alianza consiguió 2 concejales, siendo uno de ellos, de Unidas Pinto.

## Resultados electorales
| Elecciones                              | Votos | %     | Concejales                       | Posición   |
| --------------------------------------- | ----- | ----- | -------------------------------- | ---------- |
| Elecciones municipales de 2015 en Pinto | 6.385 | 27,78 | 7/25                             | 1.ª fuerza |
| Elecciones municipales de 2019 en Pinto | 3.507 | 13,93 | 4/25                             | 3.ª fuerza |
| Elecciones municipales de 2023 en Pinto | 1.899 | 7,03  | 2/25Respecto a la coalición: 1/2 | 6.ª fuerza |